# Каліфорнійська миша
Каліфорнійська миша ( Peromyscus californicus) — вид гризунів родини хомя'кових (Cricetidae). Єдиний вид групи Peromyscus californicus. Мешкає в північно-західній Мексиці, а також в центральній частині південної Каліфорнії. Є найкрупнішим видом Peromyscus'ів у США.
У той час як більшість гризунів полігамні, каліфорнійські миші утворюють моногамні довгострокові пари, що робить їх модельним організмом для досліджень, спрямованих на вивчення генетики і нейробіології вірності партнеру і батьківської турботи.

## Опис
Каліфорнійська миша має дуже великі вуха, а її хвіст довший, ніж голова і тулуб разом узяті. Враховуючи хвіст, який становить близько від 117 до 156 мм у довжину, загальна довжина миші коливається від 220 до 285 мм. Шерсть в цілому коричневого кольору, змішаний з чорним опушенням. Цей колір починаючи з спини переходить у вершково-білі відтінки на животі. Передні і задні кінцівки білі. Дорослі особини досить великі, щоб сплутати їх з молодими лісними хом'яками (Neotoma).

## Спосіб життя
Каліфорнійська миша напівдеревна тварина, але, як правило, гніздиться на землі, наприклад, під уламками колод, що впали. Нори утеплюються грубою, сухою травою, бур'янами і паличками, а тонка трава використовується як підстилка. P. californicus більш територіальні за Р. maniculatus, причому обидві статі, захищаючи своє житло. Самці агресивні по відношенню один до одного; у своїх боях вони використовують стрибки, ухилення і характерні нявкаючі крики.
Моногамні пари каліфорнійських мишей допомагають молодняку міцнішати і розвиватись. Понос звичайно складається всього з двох мишенят, але пара може зробити цілих шість приплодів на рік. Вагітність триває від 21 до 25 днів. Потомство залишає батьків у віці від п'яти до шести тижнів.
Раціон каліфорнійської миші складається з сухих плодів, насіння і квіток, такі, як Rhus integrifolia, Lotus scoparius і Salvia apiana. Також вони споживають різні трави, різнотрав'я, гриби і членистоногих.
Каліфорнійські миші в основному активні вночі. Їх головні вороги у природі це горностаї та сипухи.